# Фрипп, Роберт
Роберт Фрипп (англ. Robert Fripp; 16 мая 1946, Уимборн Минстер, Англия) —  британский рок-музыкант, гитарист, композитор и педагог. Один из основателей и постоянный участник рок-группы King Crimson, автор оригинального гитарного строя и собственной техники игры медиатором на гитаре. Его творчество, охватывающее пять с лишним десятков лет, относится к различным музыкальным стилям и жанрам. 
Один из наиболее уважаемых и влиятельных гитаристов в мире. Включен журналом Classic Rock в список величайших гитаристов всех времен. Занимал 42-е место в списке «100 величайших гитаристов всех времён» по версии журнала Rolling Stone в 2003 году (в списке 2011 года занял 62-е место).
Женат на Тойе Уиллкокс.

## Биография и творчество

### Детские годы и ранняя юность
Фрипп родился 16 мая 1946 года в г. Уимборн Минстер (графство Дорсит, юго-запад Англии) в семье торговца недвижимостью. В 1957 г. Фрипп с матерью, совершая предрождественские прогулки, купили по случаю подержанную гитару. Роберт в течение трех месяцев пытался научиться играть на ней сам, затем познакомился с пианисткой и учительницей музыки из Армии спасения Кэтлин Гартелл (Kathleen Gartell), которая за несколько недель объяснила ему азы музыкальной грамоты и порекомендовала в качестве учителя Дона Страйка (Don Strike), с которым он занимался три года. С 13 лет Фрипп играет в группе Ravens, а в 14 — сам начинает давать уроки игры на гитаре в школе Гартелл, а затем и на курсах при музыкальном магазине. По настоянию родителей с 16 лет Фрипп помогает отцу в делах фирмы и поступает в Борнмутский колледж, где изучает экономику, экономическую историю и историю. Однако, проучившись полтора года с отличными оценками (и параллельно играя в ансамбле танцевальной музыки), Фрипп принимает решение о карьере профессионального музыканта.

### Начало профессиональной карьеры (1967-74 годы) и основаниеKing Crimson

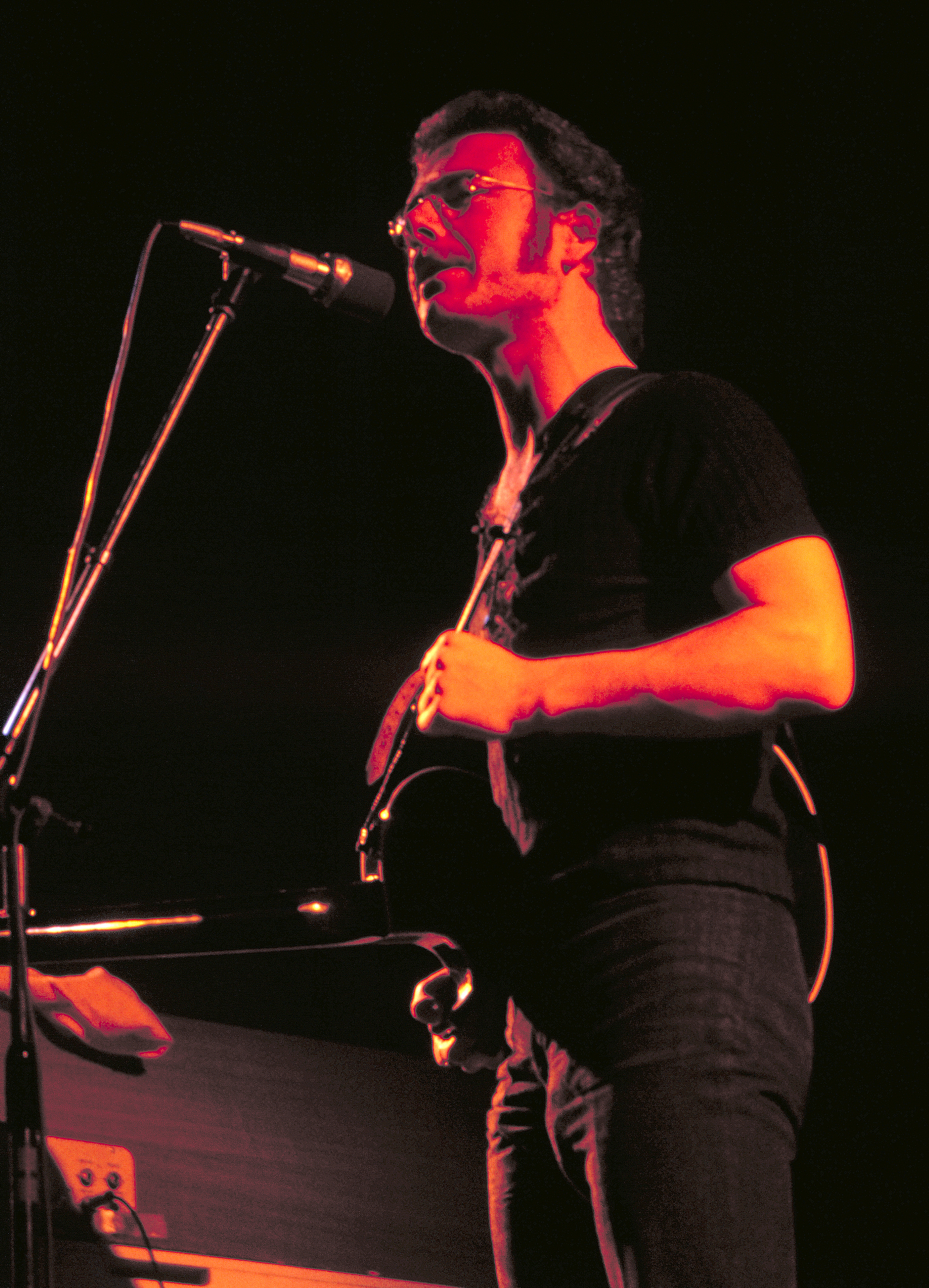
Фрипп в 1974 году

В 1967 году Фрипп, откликнувшись на газетное объявление, знакомится с братьями Майклом и Питером Джайлзами, с которыми образует рок-фьюжн-группу Giles, Giles and Fripp, выпустившую в 1967-68 годах два сингла и один долгоиграющий альбом.
Группа не достигла ни коммерческого успеха, ни признания у музыкальных критиков, и вскоре была распущена. После этого Фрипп и Майкл Джайлз формируют группу King Crimson, состав которой в первый период существования (1969-74 годы) непрерывно менялся. King Crimson этого периода считается одним из основоположников прогрессивного рока (хотя Фрипп неоднократно высказывал свой скепсис по отношению к этому термину). Параллельно с работой в King Crimson Фрипп участвует в ряде сторонних проектов. С Китом Типпетом (и другими участниками записей King Crimson) он работает над проектами, далёкими от рок-музыки, выпуская альбомы Septober Energy (1971 год) и Ovary Lodge (1973 год). В это же время он сотрудничает с группой Van der Graaf Generator, а также записывается в альбоме её лидера Питера Хэммилла. Совместно с Брайаном Ино Фрипп образует дуэт Fripp & Eno, который выпускает альбомы (No Pussyfooting) (1973 год) и Evening Star (1975 год), на которых представлены результаты экспериментирования с новыми технологиями извлечения, генерации и преобразования звука. Ино познакомил Фриппа с системой задержки звука, которая используется последним до сего дня (под названием «фриппертроника»).

### Перерыв в карьере (1974-77 годы)
В 1974 году, после роспуска King Crimson образца семидесятых и завершения работы над вторым альбомом с Ино, Фрипп прерывает свою профессиональную карьеру в музыке.
Он увлекается учением Георгия Гурджиева в интерпретации его ученика Джона Беннета, проводит некоторое время на семинарах Американского общества непрерывного образования (ASCE), основанного последним, и даже выполняет для Общества организационную работу. Фрипп признает влияние учения и организационных практик, разработанных в Обществе, на свою деятельность (в частности, на школу «Гитарного мастерства»), однако в позднейшие годы старается дистанцироваться от учения и организационных структур последователей Гурджиева.

### Возвращение к музыкальной карьере (1976-81 годы)
В 1976 году Фрипп возвращается к профессиональной работе в качестве студийного гитариста при записи первого студийного альбома Питера Гэбриэла, а затем участвует в гастролях в поддержку этого альбома (под псевдонимом Dusty Rhodes). По приглашению Ино в 1977 году Фрипп участвует в записи альбома Heroes британского музыканта Дэвида Боуи. Затем он принимает участие в записи второго сольного альбома Гэбриэла и альбома Sacred Songs Дэрила Холла. В этот же период Фрипп начинает записывать материал для своего первого сольного альбома Exposure (1979 год), привлекая Ино, Гэбриэла, Холла, а также Питера Хэммила, Джерри Маротту, Фила Коллинза, Тони Левина (впоследствии — участника King Crimson) и Терр Роше. После записи альбома он проводит малобюджетные гастроли, выступая в американских клубах, музыкальных магазинах и на открытых площадках с «фриппертроникой». В это же время Фрипп участвует в записях и выступлениях групп Blondie и Talking Heads и продюсирует первый альбом трио The Roches. Затем, в сотрудничестве с Бастером Джонсом, Полом Даскином и Дэвидом Бирном, Фрипп выпускает второй сольный альбом God Save the Queen/Under Heavy Manners (1981 год). Параллельно он организует коллектив, который характеризует как «нововолновую гастрольную инструментальную танцевальную группу второго эшелона» под названием The League of Gentlemen, включающей Сару Ли, Барри Эндрюза и Джонни Тубада, просуществовавший в течение 1980-84 годов.

### King Crimson «волнового» периода (1981-84 годы)
В 1981 году Фрипп и барабанщик Билл Бруфорд, бывший участник King Crimson образца семидесятых, приглашают гитариста, вокалиста и поэта Адриана Белью и басиста Тони Левина и формируют в таком составе возрождённый King Crimson, просуществовавший с 1981 по 1984 год и записавший три альбома. Параллельно Фрипп записывает два альбома со своим старым другом Энди Саммерсом из группы The Police. В альбоме I Advance Masked (1982 год) оба соисполнителя выступают в качестве композиторов, аранжировщиков и мультиинструменталистов. Следующий выпущенный ими альбом Bewitched в большей степени представляет собой работу Саммерса с участием Фриппа и других привлечённых музыкантов.

### «Гитарное мастерство» (с 1985 года)
После роспуска King Crimson образца восьмидесятых Фрипп принимает приглашение Американского общества непрерывного образования в Клеймонт-Корте (штат Западная Вирджиния, США) провести семинар гитарного мастерства. «Гитарное мастерство» в последующие годы приобретает характер самостоятельной организационной структуры, через семинары которой прошли сотни участников. Из выпускников семинара образован коллектив The League of Crafty Guitarists, выпустивший в разном составе (от 7 до 33 участников) несколько альбомов и породивший, в свою очередь, коллективы California Guitar Trio и Gitbox. «Гитарное мастерство» включает обучение техникам собственно гитарной игры с использованием «нового стандартного строя» шестиструнной гитары, предложенного Фриппом (C-G-D-A-E-G, то есть по квинтам), физические и ментальные упражнения, образ жизни, сложившийся на семинарах, проводимых в разных странах.

### Сотрудничество с Дэвидом Силвианом (с 1985 года) и «Саундшафты» (с 1994 года)
В середине восьмидесятых Фрипп участвовал в записи двух альбомов Дэвида Силвиана, бывшего солиста весьма своеобразной глэм-рок-группы Japan. В 1992 году они провели совместные гастроли в Японии и Италии, а в последующие два года записали пять альбомов, партии Фриппа на которых относятся к самым виртуозным и ярким его работам. К сотрудничеству с дуэтом были привлечены также басист Трей Ганн и ударник Пат Мастелотто, впоследствии вошедшие в состав возрождённой группы King Crimson. В 1994 году Фрипп возобновил сольные записи с использованием усовершенствованного варианта «фриппертроники» (применяя цифровую задержку вместо аналоговой). В этой технике им записаны альбомы 1999 Soundscapes, Radiophonics, A Blessing of Tears, That Which Passes, November Suite и The Gates of Paradise.

### Возрождение King Crimson (с 1994 года)
В конце 1994 года группа King Crimson начала выступления и записи в новом составе, включавшем Фриппа, Белью, Бруфорда, Левина, Ганна и Мастелотто. На протяжении следующих десяти лет группа выступала и записывалась в составе «двойного трио», сокращённых составах (известных как «ProjeKct-ы») и, наконец, в качестве квартета Фрипп—Белью—Тони Левин—Мастелотто. В 2003 году King Crimson (в составе Фрипп—Белью—Ганн—Мастелотто) в первый раз посетил с гастролями Россию. Помимо участия в King Crimson, Фрипп в девяностых годах—начале XXI века продолжает выпускать сольные альбомы и сотрудничать с другими исполнителями и коллективами.

## Дискография
(См. также дискографии к статьям «King Crimson» и «Giles, Giles and Fripp».)
- 1973 (No Pussyfooting) (с Брайаном Ино)
- 1975 Evening Star (с Брайаном Ино)
- 1975 Air Structures (с Брайаном Ино)
- 1979 Exposure
- 1981 God Save the Queen/Under Heavy Manners
- 1981 The League of Gentlemen (с группой The League of Gentlemen)
- 1981 Let the Power Fall: An Album of Frippertronics
- 1982 I Advance Masked (с Энди Саммерсом)
- 1984 Bewitched (с Энди Саммерсом)
- 1985 Network
- 1985 God Save the King (с группой The League of Gentlemen)
- 1986 Live! (с группой The League Of Crafty Guitarists)
- 1986 The Lady or the Tiger (с Тойей Уиллкокс)
- 1991 Live II (с группой The League Of Crafty Guitarists)
- 1991 Show Of Hands (с группой The League Of Crafty Guitarists)
- 1993 The First Day (с Дэвидом Силвианом)
- 1993 Darshan (с Дэвидом Силвианом)
- 1993 Kings (с Дэвидом Силвианом)
- 1994 The Bridge Between (с группой California Guitar Trio)
- 1994 1999 Soundscapes: Live in Argentina
- 1994 Damage (с Дэвидом Силвианом)
- 1994 Redemption-Approaching Silence (с Дэвидом Силвианом)
- 1994 FFWD (с группой The Orb)
- 1995 Intergalactic Boogie Express - Live In Europe 1991 (с группой The League Of Crafty Guitarists)
- 1995 A Blessing of Tears: 1995 Soundscapes, Vol. 2 (концертный)
- 1995 Radiophonics: 1995 Soundscapes, Vol. 1 (концертный)
- 1996 That Which Passes: 1995 Soundscapes, Vol. 3 (концертный)
- 1996 Thrang Thrang Gozinbulx (с группой The League of Gentlemen)
- 1997 November Suite: 1996 Soundscapes — Live at Green Park Station
- 1997 Pie Jesu
- 1997 The Gates of Paradise
- 1998 Lightness: for the Marble Palace
- 1999 The Repercussions of Angelic Behavior (с Биллом Рифлином и Треем Ганном)
- 2004 The Equatorial Stars (с Брайаном Ино)
- 2005 Love Cannot Bear (Soundscapes — Live In The USA)
- 2006 At The End of Time (Churchscapes — Live in London & Estonia)
- 2007 Beyond Even (1992—2006) (с Брайаном Ино)